# Эганвилль
Эганвилль (англ. Eganville)— община, расположенная у реки Боншер (Bonnechere) в провинции Онтарио, Канада. С 2009 года в деревне появился театр Stone Fence Theatre; кроме того, здесь есть два ресторана.
К известным местным достопримечательностям относятся пещеры Боншер, расположенные под известняковым холмом; согласно геологическим исследованиям, они располагались в нижней части тропического моря 500 миллионов лет назад.